# Pátek třináctého

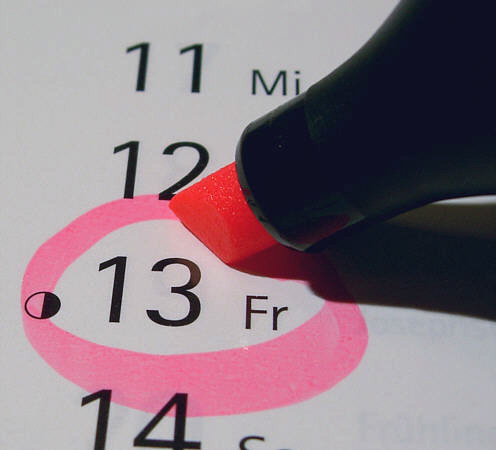
Pátek třináctého

Pátek třináctého je v mnoha zemích považován za nešťastný den. Chorobná obava z tohoto data se nazývá paraskevidekatriafobie a jedná se o speciální formu fóbie z čísla 13 (triskaidekafobie). V latinskoamerických zemích je spíše rozšířena táž pověra o úterý třináctého (trezidavomartiofobia).

## Původ pověry
Na Velký pátek byl ukřižován Ježíš Kristus a při Poslední večeři sedělo u stolu třináct lidí a ten třináctý z nich byl Jidáš, který Krista zradil.
Židé považovali třináctku za nešťastnou, protože třináctým písmenem v hebrejské abecedě je písmeno M (מ), což je první písmeno ve slově mavet, které znamená „smrt“.

Jedna z populárních teorií přisuzuje vznik pověry v pátek 13. října 1307. Právě tento den začal francouzský král Filip IV. Sličný s pronásledováním a zatýkáním templářů, po kterém následovalo mučení a smrt mnoha z těchto rytířů po celé Evropě a následný zánik řádu. Ačkoli v tento den reálně došlo k zatčení několika templářů, nejedná se o skutečný původ pověry. Tuto teorii zpopularizoval americký spisovatel Dan Brown ve svém bestselleru Šifra mistra Leonarda.

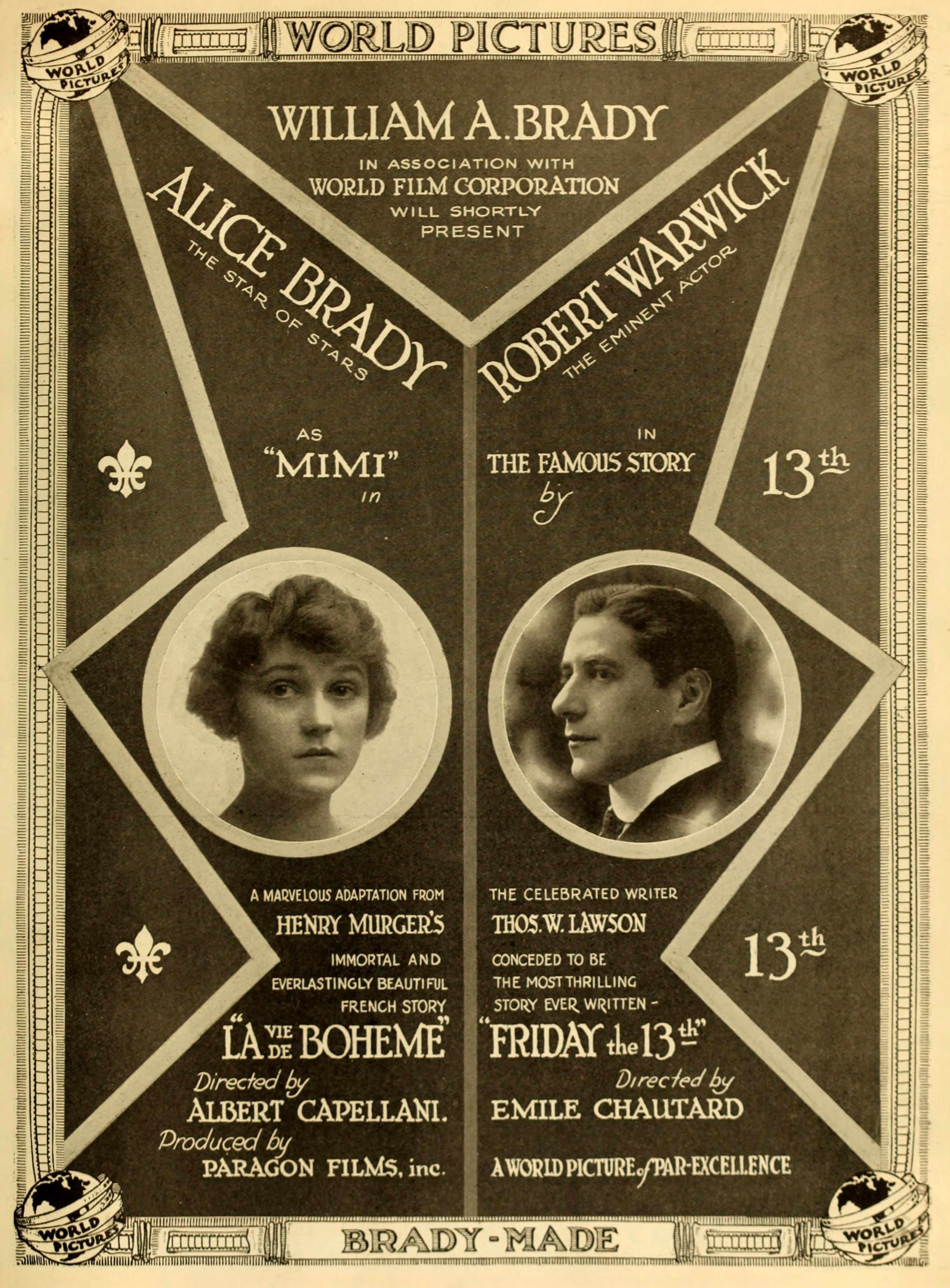
Reklama ve filmovém magazínu poutající na němý film Pátek třináctého z roku 1916 (v pravé polovině). Popisek filmu láká diváky na „slavný příběh“ spisovatele T. W. Lawsona a „nejnapínavější příběh, který byl kdy napsán“

Podle mnoha názorů se pátek třináctého jakožto samostatný koncept objevil nejdříve v 19. století. Do té doby sice platil pátek za nešťastný den a třináctka zase za nešťastné číslo, nejspíš však nedocházelo k jejich propojení. Dva patrně nejstarší známé doklady „pátku třináctého“ pochází z roku 1834. Ve francouzské hře Les Finesses des Gribouilles jedna z postav pronáší větu: „Narodil jsem se v pátek, 13. prosince, 1813, odtud pochází všechno mé neštěstí“. Téhož roku Marquis de Salvo komentoval jistou rodinnou vraždu, jež se odehrála na pátek třináctého: „Vždy jsou to pátky a číslo třináct, jež přinášejí neštěstí“. Další písemné doklady z následujících let naznačují, že nejmíň od poloviny 19. století byl tento koncept alespoň ve Francii všeobecně znám.
Za další možný původ konceptu, případně za jeho popularizaci v USA, je považována novela z roku 1907 Friday the Thirteenth (Pátek třináctého), kterou napsal americký byznysmen a spisovatel Thomas W. Lawson. Hlavní postavou příběhu je burzovní makléř, který si vybere datum pátku třináctého jako den, kdy zahájí jisté machinace, jež mají způsobit pád burzy na Wall Street. Novela se ve své době dočkala úspěchu a v roce 1916 byla zpracována do stejnojmenného filmu. Ten je však dnes již považován, tak jako většina němých filmů, za ztracený.
Podobnou souvislost lze doložit u data 13. října 1307, kdy byli na příkaz francouzského krále Filipa IV. Sličného hromadně zatýkáni templářští rytíři. Vážnosti této pověře dodala další událost jen o pár let později, kdy byli templáři hromadně upalováni, včetně jejich velmistra Jacquese de Molay, a řád roku 1312 byl rozpuštěn papežem Klementem V.

## Podobné dny
V některých zemích, zejména ve Španělsku, Latinské Americe a Řecku, je za nešťastný den považováno úterý třináctého. S úterým třináctého je v Řecku spojováno obléhání Konstantinopole roku 1204 i definitivní pád Konstantinopole roku 1453.
V Itálii je za nešťastný den považován pátek sedmnáctého, ačkoli vlivem amerikanizace se i zde již mohla rozšířit pověra o pátku třináctém. V Itálii se tak lze setkat s vynecháním nešťastného čísla 17 v číslování ulic, řad, hotelových pokojů a tak podobně. Za původ italské pověry se považuje římská podoba čísla XVII, z které lze vytvořit anagram vixi, tedy „žil jsem“. Původ spojení sedmnáctky zrovna s pátkem však pravděpodobně není přesně znám.

## Výskyt
Nejčastěji bývají v průběhu roku jeden nebo dva pátky třináctého. V některých letech jsou tři pátky třináctého. V nepřestupných letech, kdy je pátek třináctého v únoru jej následuje pátek třináctého i v březnu. Každý rok se vyskytuje alespoň jeden pátek třináctého.

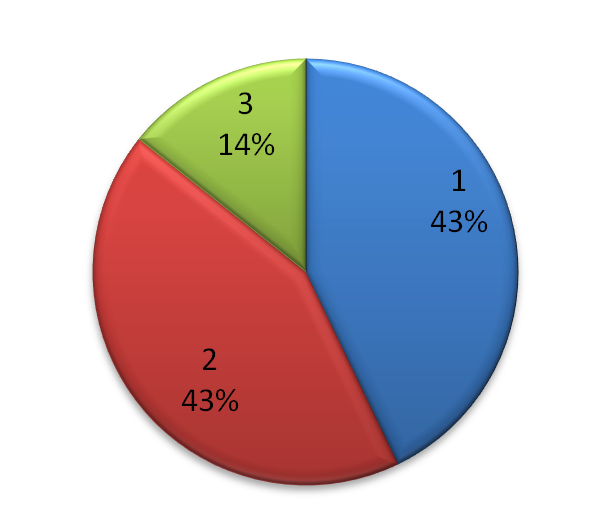
Četnost výskytu pátků třináctého v průběhu 28leté periody

Pátek třináctého se vyskytuje v následujících měsících:
| Rok  | Měsíc                  | Nedělní písmeno |
| ---- | ---------------------- | --------------- |
| 2001 | duben, červenec        | G               |
| 2002 | září, prosinec         | F               |
| 2003 | červen                 | E               |
| 2004 | únor, srpen            | DC              |
| 2005 | květen                 | B               |
| 2006 | leden, říjen           | A               |
| 2007 | duben, červenec        | G               |
| 2008 | červen                 | FE              |
| 2009 | únor, březen, listopad | D               |
| 2010 | srpen                  | C               |
| 2011 | květen                 | B               |
| 2012 | leden, duben, červenec | AG              |
| 2013 | září, prosinec         | F               |
| 2014 | červen                 | E               |
| 2015 | únor, březen, listopad | D               |
| 2016 | květen                 | CB              |
| 2017 | leden, říjen           | A               |
| 2018 | duben, červenec        | G               |
| 2019 | září, prosinec         | F               |
| 2020 | březen, listopad       | ED              |
| 2021 | srpen                  | C               |
| 2022 | květen                 | B               |
| 2023 | leden, říjen           | A               |
| 2024 | září, prosinec         | GF              |
| 2025 | červen                 | E               |
| 2026 | únor, březen, listopad | D               |
| 2027 | srpen                  | C               |
| 2028 | říjen                  | BA              |

Tato sekvence uvedená pro roky 2001–2028 se opakuje každých 28 let od roku 1901 do 2099. Pátek třináctého mají všechny měsíce, které začínají nedělí.
Během 400letého cyklu se v gregoriánském kalendáři 13. den v měsíci vyskytuje 4800krát. Rozdělení mezi jednotlivé dny v týdnu je následující:
- pondělí (685, tj. 14,27 %),
- úterý (685, tj. 14,27 %),
- středa (687, tj. 14,31 %),
- čtvrtek (684, tj. 14,25 %),
- pátek (688, tj. 14,34 %),
- sobota (684, tj. 14,25 %),
- neděle (687, tj. 14,31 %).

## Umělecká díla odkazující na motiv pátku 13.
- Friday the Thirteenth (kniha, 1907) – novela spisovatele Thomase W. Lawsona
- Friday the Thirteenth (film, 1916) – němý film na motivy Lawsonovy knihy, ztracený

- Friday the Thirteenth (film, 1933) – britský komediální film z roku 1933 s Jessiem Matthewsem
- Pátek třináctého (filmová série)
  - Pátek třináctého (film, 1980)
  - Pátek třináctého (film, 2009)
- Live - Friday the 13th – živé DVD a CD skupiny Maroon 5
- Friday the 13th: The Game

## Recese
Ve Filadelfii existuje od roku 1936 klub s názvem Pátek 13. („The Friday the 13th Club“). Jeho členové se schází každý pátek 13. a zabývají se potíráním pověry o pátku třináctého, ale i dalších. V České republice existuje od roku 1989 podobné společenství pod názvem „Sekce 13“. Sekce 13 prosazuje pátek třináctého jako šťastný den.

## Další význam
V norské mytologii byl pátek dnem bohyně Freyji (původ se dá odvodit i dle názvu "Friday" který byl odvozen právě od jejího jména). Číslo třináct bylo jejím číslem. Každý pátek třináctého tedy byl jejím dnem a důvodem pro její oslavování.[zdroj⁠?!]